# 劉廉一
劉廉一（1912年3月15日—1975年1月18日），字德炎，湖南長沙人。劉廉一畢業於黃埔軍校第六期步科和陸軍大學正則班第十六期。中華民國陸軍中將，陳誠嫡系人馬，土木系干將。民國24年在國民革命軍第54軍第8師任職，曾任54軍8師上校團長，副師長，民國30年隨54軍遠征緬甸對日軍作戰，頗有戰功。民國37年6月率整編第八十八師配屬胡璉的整編第十八軍參加豫東戰役，積極增援開封守軍整編六十六師。同年9月晉升陸軍中將，民國38年時出任67軍軍長，同年11月，率部取得登步島戰役的勝利。民國64年在台灣病逝。

## 個人經歷
劉廉一為湖南長沙人，黃埔第六期步科畢業，陸軍大學第16期畢業。1935年在中國國民黨54軍第8師任職，擔任過54軍8師上校團長，副師長。1941年隨54軍遠征緬甸對日軍作戰，頗有戰功，1945年回國，同年6月晉升陸軍少將。
1946年5月，國共內戰全面爆發，劉廉一任第八十八軍中將副軍長，整編第八十八師副師長，同年7月接任整編第八十八師中將師長，原師長高魁元任國防部中將高級參謀。不久，劉廉一指揮整編八十八師進攻蘇北解放區，並配合整編第七十四師張靈甫部和整編第十一師胡璉部及邱清泉的第五軍這三支中國國民黨軍隊王牌中央主力“五大主力”之其中三支精銳部隊全面進攻。1948年6月率整編第八十八師配屬胡璉的整編第十八軍參加豫東戰役，積極增援開封守軍整編六十六師。同年9月晉升陸軍中將，時年36歲。
1948年率第八十八軍先後參加淮海戰役，1949年又參加渡江戰役，後八十八軍被殲，隻身和夫人兒女逃到上海。民國38年6月擴編為67軍，劉廉一任67軍中將軍長，10月率67軍和他的老部隊54軍一起參加胡璉兵團阻止華東解放軍攻打金門的戰鬥，頗有戰果。民國39年率部撤到台灣，民國61年屆60歲退伍。民國64年逝世。享年62歲。

### 登步島戰役
根据中華民國政府方面的记载，民國38年11月3日下午四點，共匪第21軍、第22軍共1萬餘人，開始以重砲砲轟登步島，八時匪第61師第181團、第182團以50艘船載10,000人攻打，舟山防衛司令部司令石覺將軍，電令第六十七軍劉廉一軍長率第七十五師與第六十七師，先後納入第八十七軍朱致一軍長指揮以增援登步守軍。守軍第八十七軍第二二一師，加一山砲連約8,000人反擊，但傷亡頗重，11時，登陸解放軍已達7,000多人。當夜，東南軍政長官陳誠用電話指揮舟山防衛司令部：「決不可放棄登步，命令登步守軍，盡力固守，以待援軍。」匪並於4日午夜1時約3,000人進犯，連陷流水岩、砲台山。10時，國軍第六十七師收復砲台山。5日半夜解放軍再度增援，直到5時始退。9時國軍攻流水岩，12時克之。6日3時國軍出擊，第六十七師攻克野豬塘山南端及蟶子港、天后宮、大嶴等地。解放軍於4時被圍直到7時撤退。8時清掃戰場，登步島血戰3日夜，至此獲得勝利。
經過3天的戰鬥擊退解放軍，按照中華民國政府方面的史料，登步島大捷「殲敵逾萬，俘虜五、六千人之多」， 又说殲滅敵軍5,000人、俘虜1,521人。但据指挥官第八十七軍軍长朱致一的回憶，“總計是役我傷亡官兵121员，士兵2,704名，斃傷匪官兵3,660餘人，俘匪279人，虜獲匪步槍353枝、輕機槍27挺、重機槍5挺、衝鋒槍6枝、槍榴彈筒2具、迫擊炮6門”。
戰後，監察院院長于右任曾在登步島的烈士墓碑上題字曰：「登步復登步，踏進中原路，再造新中國，靈兮其永護，香放自由花，圍繞英雄墓。白骨黃土，千古留芳，沖天浩氣，日月爭光。」
中華民國政府方面宣稱是「繼金門大捷之後再一次獲得光輝的勝利」，並认为，登步島大捷與古寧頭戰役的兩次勝利，使得共軍一時之間不敢冒然進行島嶼登陸戰，鞏固了當時中華民國對台灣的統治。

### 一江山戰役
民國42年5月西方公司撤离大陈岛。同年7月初，“江浙反共救国军总指挥部”正式撤消。1953年8月，蔣中正派出陸軍第四十六師，並由留美的劉廉一中將擔任大陳防衛司令部司令官，取代與美國關係不佳的胡宗南，西方公司亦再度進駐。陸軍第四十六師防守大陳本島，救國軍駐守周邊的一江山、漁山、南麂島。劉廉一於1954年將王生明上校升任南麂地區司令。1954年10月，王生明晉任一江山地區司令，指揮突擊第4大隊、突擊第2大隊，第4中隊及炮兵第1中隊。1955年元旦，王生明獲頒第五屆戰鬥英雄第一名，並由蔣中正總統親自授獎。戰前王生明已經决定要死守一江山島。命令部隊中父子、兄弟必須撤退一人。

## 個人生活

### 信仰
是基督徒，退役後每週參加主日禮拜

### 退役生活
劉將軍曾做過很短時間的作戰次長，因對政工制度與戰地政務等有意見，并遭陷害，被免職，退役後擔任滬江高中校長數年，最后病逝。
由周聯華牧師證道，周牧師非常感念劉將軍，他說：「我在滬江大學唸書時，對軍訓教官不大注意，獨對劉將軍除上軍訓課程外，尚全神貫注旁聽英文課，對其埋首用功情形，印象非常深刻，且退役後每週風雨無阻，在這教堂右首一隅參加主日崇拜，並常與我研討聖經的道理，更使我對他非常懷念 ……。」